# Miss Grand Puerto Rico
Miss Grand Puerto Rico es un título nacional otorgado a una mujer elegida para representar a Puerto Rico en Miss Grand Internacional. Actualmente, la franquicia le pertenece a la organización de Nuestra Belleza Puerto Rico, la cual es dirigida por Miguel René Deliz,quien también tiene las franquicias de Miss Internacional Puerto Rico, Miss y Mister Supranacional Puerto Rico, Miss Charm Puerto Rico y Miss Cosmo Puerto Rico. Desde 2019, la organización realiza la selección de las representantes para competir internacionalmente por medio de un concurso con sede en el municipio capitalino de San Juan. 

## Ganadoras de Miss Grand Puerto Rico
| Año                                                    | Ganadora                                               | Municipio                                              | Edad                                                   | Altura                                                 | Lugar del evento                                       | Participantes                                          | Fecha                                                  | Ref.                                                   |
| Nuestra Belleza Puerto Rico – Miss Grand Internacional | Nuestra Belleza Puerto Rico – Miss Grand Internacional | Nuestra Belleza Puerto Rico – Miss Grand Internacional | Nuestra Belleza Puerto Rico – Miss Grand Internacional | Nuestra Belleza Puerto Rico – Miss Grand Internacional | Nuestra Belleza Puerto Rico – Miss Grand Internacional | Nuestra Belleza Puerto Rico – Miss Grand Internacional | Nuestra Belleza Puerto Rico – Miss Grand Internacional | Nuestra Belleza Puerto Rico – Miss Grand Internacional |
| ------------------------------------------------------ | ------------------------------------------------------ | ------------------------------------------------------ | ------------------------------------------------------ | ------------------------------------------------------ | ------------------------------------------------------ | ------------------------------------------------------ | ------------------------------------------------------ | ------------------------------------------------------ |
| 2025                                                   | Sarahí Figueroa Colón                                  | Dorado                                                 | 27                                                     | 1.72m                                                  | Teatro Tapia, San Juan                                 | 16                                                     | 1 de junio de 2025                                     |                                                        |
| 2024                                                   | Mariangie Alicea Figueroa                              | Juana Diaz                                             | 24                                                     | 1.79m                                                  | Teatro Universiadad Rio Piedras                        | 17                                                     | 22 de junio de 2024                                    |                                                        |
| 2023                                                   | María Cristina Ramos                                   | Caguas                                                 | 27                                                     | 1.77m                                                  | The Condado Plaza Hilton                               | 16                                                     | 13 de abril de 2023                                    |                                                        |
| 2022                                                   | Oxana Rivera Álvarez                                   | Dorado                                                 | 27                                                     | 1,70m                                                  | Teatro Tapia, San Juan                                 | 23                                                     | 5 de junio de 2022                                     |                                                        |
| 2021                                                   | Vivianie Díaz Arroyo                                   | Villalba                                               | 23                                                     | 1,70 m                                                 | Certamen virtual                                       | 3                                                      | 11 de junio de 2021                                    |                                                        |
| 2020                                                   | Fabiola Krystal Valentín González                      | Camuy                                                  | 22                                                     | 1,70 m                                                 | Designación, sin concurso nacional celebrado.          | Designación, sin concurso nacional celebrado.          | Designación, sin concurso nacional celebrado.          |                                                        |
| 2019                                                   | Hazel Marie Ortíz Méndez                               | Morovis                                                | 22                                                     | 1,70 m                                                 | Teatro Tapia, San Juan                                 | 10                                                     | 11 de septiembre de 2019                               |                                                        |
| Miss Grand Internacional Puerto Rico                   |                                                        |                                                        |                                                        |                                                        |                                                        |                                                        |                                                        |                                                        |
| 2018                                                   | Nicole Marie Colón Rivera                              | Cayey                                                  | 25                                                     | 1,79 m                                                 | Designación, sin concurso nacional celebrado.          | Designación, sin concurso nacional celebrado.          | Designación, sin concurso nacional celebrado.          | [ 2 ]                                                  |
| 2017                                                   | Brenda Azaria Jiménez Hernández                        | Aguadilla                                              | 22                                                     | 1,80 m                                                 | Designación, sin concurso nacional celebrado.          | Designación, sin concurso nacional celebrado.          | Designación, sin concurso nacional celebrado.          | [ 3 ]                                                  |
| 2016                                                   | Madison Sara Anderson Berrios                          | Toa Baja                                               | 20                                                     | 1,78 m                                                 | Designación, sin concurso nacional celebrado.          | Designación, sin concurso nacional celebrado.          | Designación, sin concurso nacional celebrado.          | [ 4 ]                                                  |
| 2015                                                   | Isamar Campos de Jesús                                 | Bayamón                                                | 18                                                     | 1,82 m                                                 | Designación, sin concurso nacional celebrado.          | Designación, sin concurso nacional celebrado.          | Designación, sin concurso nacional celebrado.          | [ 5 ]                                                  |
| 2014                                                   | Rebeca Valentín García                                 | Dorado                                                 | 19                                                     | 1,78m                                                  | Designación, sin concurso nacional celebrado.          | Designación, sin concurso nacional celebrado.          | Designación, sin concurso nacional celebrado.          |                                                        |
| 2013                                                   | Janelee Marcus Chaparro Colón                          | Barceloneta                                            | 22                                                     | 1,70 m                                                 | Designación, sin concurso nacional celebrado.          | Designación, sin concurso nacional celebrado.          | Designación, sin concurso nacional celebrado.          |                                                        |

### Conquistas por Municipio
| Municipio   | Títulos | Victorias        |
| ----------- | ------- | ---------------- |
| Dorado      | 3       | 2014, 2022, 2025 |
| Juana Díaz  | 1       | 2024             |
| Caguas      | 1       | 2023             |
| Villalba    | 1       | 2021             |
| Camuy       | 1       | 2020             |
| Morovis     | 1       | 2019             |
| Cayey       | 1       | 2018             |
| Aguadilla   | 1       | 2017             |
| Toa Baja    | 1       | 2016             |
| Bayamón     | 1       | 2015             |
| Barceloneta | 1       | 2013             |

## Representaciones internacionales en franquicias de Nuestra BellezaPuerto Rico
Clave de color;
- Ganadora
- Finalista
- Semifinalista
- Cuartofinalista

### Miss Grand Internacional
| Año  | Representante                     | Municipio   | Posición                      | Premios especiales                                                | Ref.        |
| ---- | --------------------------------- | ----------- | ----------------------------- | ----------------------------------------------------------------- | ----------- |
| 2025 | Sarahi Figueroa Colón             | Dorado      | TBD                           | TBD                                                               |             |
| 2024 | Mariangie Alicea Figueroa         | Juana Díaz  | No Clasificó                  | Top 20 – Mejor traje típico                                       |             |
| 2023 | María Cristina Ramos              | Caguas      | Cuartofinalista (Top 20)      | • Top 20 – Mejor traje típico                                     |             |
| 2022 | Oxana Rivera Álvarez              | Dorado      | Top 10 (5.ª Finalista)        | • Top 10– Mejor en traje de baño                                  |             |
| 2021 | Vivianie Díaz Arroyo              | Villalba    | Tercera Finalista             | • Mejor en traje de baño                                          |             |
| 2020 | Fabiola Krystal Valentín González | Camuy       | Semifinalista (Top 10)        | • Top 20 – Mejor en traje de baño                                 |             |
| 2019 | Hazel Marie Ortíz Méndez          | Morovis     | Semifinalista (Top 10)        | • Desfile de Moda y Coronas                                       |             |
| 2018 | Nicole Marie Colón Rivera         | Cayey       | Tercera Finalista             |                                                                   | [ 6 ] [ 2 ] |
| 2017 | Brenda Azaria Jiménez Hernández   | Aguadilla   | Tercera Finalista             |                                                                   | [ 3 ]       |
| 2016 | Madison Sara Anderson Berrios     | Toa Baja    | Tercera Finalista             |                                                                   | [ 4 ]       |
| 2014 | Rebeca Valentín García            | Dorado      | Cuartofinalista (Top 20)      | • Top 20 – Mejor en Traje de Baño                                 |             |
| 2013 | Janelee Marcus Chaparro Colón     | Barceloneta | Miss Grand Internacional 2013 | • Top 10 – Mejor Traje Nacional • Top 20 – Mejor en Traje de Baño |             |

### Miss Internacional
| Año  | Representante                    | Municipio     | Posición                 | Premios especiales | Ref.  |
| ---- | -------------------------------- | ------------- | ------------------------ | ------------------ | ----- |
| 2025 | Zamira Allende                   | Cataño        | TBD                      | TBD                |       |
| 2024 | Zahira Marie Pérez Gerena        | Isabela       | No Clasificó             |                    |       |
| 2023 | Amanda Paola Pérez Solís         | Río Grande    | Cuartofinalista (Top 15) |                    |       |
| 2022 | Paola Cristina González Torres   | San Sebastián | No Clasificó             |                    |       |
| 2021 | Natalia Colón Figueroa           | Cataño        | No Compitió              |                    |       |
| 2019 | Ivana Carolina Irizarry García   | Río Grande    | Cuartofinalista (Top 15) |                    |       |
| 2018 | Yarelis Yvette Salgado Rodríguez | Toa Alta      | No Clasificó             |                    | [ 7 ] |
| 2017 | Beverly Marie Rodríguez De León  | Ponce         | No Compitió              |                    |       |
| 2016 | Gabriela Berríos Pagán           | San Juan      | No Clasificó             |                    |       |

### Miss Supranational
| Año  | Representante                  | Municipio  | Posición                               | Premios especiales                                      | Ref.         |
| ---- | ------------------------------ | ---------- | -------------------------------------- | ------------------------------------------------------- | ------------ |
| 2026 | Leedanis Ortiz Martínez        | Coamo      | TBD                                    | TBD                                                     |              |
| 2025 | Valerie Ann Klepadlo Ramírez   | Rincón     | Cuarta Finalista                       | • Top 20 – Miss Influencer Top 14 – Supra Chat          |              |
| 2024 | Fiorella Medina Pérez          | Isabela    | Semifinalista (Top 12) (6.ª Finalista) | • Miss Caribe • Top 4 – Supra Chat • Top 11 – Top Model |              |
| 2023 | Camille Fabery Diana           | Cataño     | Semifinalista (Top 12) (8.ª Finalista) | • Top 10 – Top Model • Embajadora Global de la Marca    |              |
| 2022 | Ariette Nathalia Banchs Colón  | Ponce      | No Clasificó                           |                                                         |              |
| 2021 | Karla Inelisse Guilfú Acevedo  | Patillas   | Primera Finalista                      | • Miss Elegancia • Top Modelo del Caribe                |              |
| 2019 | Shaleyka Cristine Vélez Avilés | Aguada     | Cuartofinalista (Top 25)               |                                                         |              |
| 2018 | Valeria Vázquez Latorre        | San Juan   | Miss Supranational 2018                |                                                         | [ 6 ] [ 10 ] |
| 2017 | Larissa Santiago Escaso        | Río Grande | Cuarta Finalista                       |                                                         |              |
| 2016 | Velmary Paola Cabassa Vélez    | San Germán | No Clasificó                           |                                                         |              |

### Mister Supranacional
| Año  | Representante            | Municipio     | Posición                 | Premios especiales                      | Ref. |
| ---- | ------------------------ | ------------- | ------------------------ | --------------------------------------- | ---- |
| 2025 | Anthony Delgado          | Bayamón       | Semifinalista (Top 10)   | • Mister Caribbean • Top 10 Supra Model |      |
| 2024 | Cristian González Pérez  | Arecibo       | Cuartofinalista (Top 20) |                                         |      |
| 2023 | Rafael Pagán Negrón      | Arecibo       | No Clasificó             |                                         |      |
| 2022 | Heriberto Rivera Olivera | Mayagüez      | Cuarto Finalista         |                                         |      |
| 2021 | Francisco Vergara        | San Juan      | Cuartofinalista (Top 20) |                                         |      |
| 2019 | Héctor Manuel Rodríguez  | San Juan      | No Clasificó             |                                         |      |
| 2018 | José Alfredo Galarza     | San Sebastián | Cuartofinalista (Top 20) |                                         |      |
| 2017 | Alexander Rivera Ortíz   | Cidra         | Cuartofinalista (Top 20) |                                         |      |
| 2016 | Christian Trenche        | San Juan      | Cuartofinalista (Top 20) |                                         |      |

### Miss Charm
| Año  | Representante             | Municipio | Posición                 | Premios especiales | Ref. |
| ---- | ------------------------- | --------- | ------------------------ | ------------------ | ---- |
| 2025 | Nicole Hernández Ferreira | Toa Baja  | TBD                      |                    |      |
| 2024 | Carolina Mía Gómez Cumba  | Salinas   | Cuartofinalista (Top 20) |                    |      |
| 2023 | Alejandra Pagán Crespo    | Vega Baja | Semifinalista (Top 10)   |                    |      |

### Miss Cosmo
| Año  | Representante                     | Municipio | Posición                 | Premios especiales | Ref. |
| ---- | --------------------------------- | --------- | ------------------------ | ------------------ | ---- |
| 2025 | Ana Paola Figueroa                | Carolina  | TBD                      | TBD                |      |
| 2024 | Keylianne Marie Rodríguez Marrero | Dorado    | Cuartofinalista (Top 21) |                    |      |

### Miss Intercontinental (DESCONTINUADO)
| Año  | Representante                 | Municipio | Posición                   | Premios especiales                    | Ref.   |
| ---- | ----------------------------- | --------- | -------------------------- | ------------------------------------- | ------ |
| 2019 | Daileen Vega Colón            | San Juan  | No Clasificó               |                                       |        |
| 2018 | Yanelie Marie Santiago Castro | Toa Baja  | No Clasificó               |                                       |        |
| 2017 | Josmarie Soto Mercado         | Cidra     | No Clasificó               |                                       | [ 11 ] |
| 2016 | Heilymar Rosario Velázquez    | San Juan  | Miss Intercontinental 2016 | • Miss Fotogénica • Miss Norteamérica | [ 12 ] |

### Top Model of the World (DESCONTINUADO)
| Año  | Representante                   | Municipio          | Posición                 | Premios especiales | Ref.         |
| ---- | ------------------------------- | ------------------ | ------------------------ | ------------------ | ------------ |
| 2019 | Lorimar Rivera Atanacio         | Humacao            | Cuartofinalista (Top 16) |                    |              |
| 2018 | Natalia La Torre                | Cayey              | Segunda Finalista        | • Miss Popularidad | [ 13 ] [ 6 ] |
| 2017 | Sin representación              | Sin representación | Sin representación       | Sin representación |              |
| 2016 | Franceska Marisabel Toro Medina | Toa Baja           | Primera Finalista        |                    |              |

## Historial por municipio
| AñoMunicipio  | 2019                                | 2021                    | 2022                            | 2023                      | 2024                        | 2025                            |
| ------------- | ----------------------------------- | ----------------------- | ------------------------------- | ------------------------- | --------------------------- | ------------------------------- |
| Aguadilla     | Shaleyka Vélezrep (Supra)           | —                       | Joceleen Velázquez Morales      | —                         | —                           | Faviané Cardona Lugo            |
| Aguada        | Daliza Vargas Ruizrep               | —                       | —                               | —                         | —                           | —                               |
| Arecibo       | —                                   | —                       | Taís Del Mar Serrano            | —                         | —                           | —                               |
| Arroyo        | —                                   | —                       | Lissette Santiago               | —                         | —                           | —                               |
| Añasco        | —                                   | —                       | —                               | —                         | —                           | Bethany Faith Arce              |
| Bayamon       | —                                   | —                       | Georymar Cotto                  | Mafe Amador Rivera        | Natalia Aldarondo           | Taisha Villanueva Burgos        |
| Cabo Rojo     | —                                   | —                       | Mónica Lisete Hernández         | —                         | —                           | —                               |
| Caguas        | —                                   | Maritery Carrion        | Jaimar Cruz                     | Cristina Ramos (Grand)    | —                           | —                               |
| Camuy         | —                                   | —                       | —                               | —                         | —                           | Tainaly Yadeth Serrano          |
| Carolina      | —                                   | —                       | —                               | Yamilka Desirée           | —                           | Ana Paola Figueroa (Cosmo)      |
| Cataño        | —                                   | —                       | Hailey Borrero                  | Camille Fabery (Supra)    | —                           | Zamira Allende (Inter)          |
| Coamo         | —                                   | —                       | —                               | —                         | Larimar Malave              | Leedanis Ortíz Martínez (Supra) |
| Corozal       | Rubelisse Suazo Montesino           | —                       | —                               | —                         | —                           | —                               |
| Dorado        | —                                   | —                       | Oxana Rivera (Grand)            | Stephanie Lugo Santiago   | Keylianne Rodriguez (Cosmo) | Sarahi Figueroa (Grand)         |
| Fajardo       | Orlanys Garcia Osoriorep            | —                       | —                               | Gabriela Santana Quiñones | Lyzbeth Rodriguez           | —                               |
| Guánica       | —                                   | —                       | Lismari Ortiz                   | —                         | —                           | —                               |
| Guaynabo      | Kaliannee Charles Charbonier        | —                       | Sarahi Figueroa                 | Keyla Nicol               | Jazzymar Galarza            | —                               |
| Humacao       | Lorimar Rivera Atanacio (Top Model) | —                       | —                               | Edith Miriam              | —                           | —                               |
| Isabela       | —                                   | —                       | —                               | —                         | Zahira Perez (Inter)        | —                               |
| Jayuya        | —                                   | —                       | —                               | Samarys Barbot Arroyo     | —                           | —                               |
| Juana Diaz    | —                                   | —                       | —                               | —                         | Mariangie Alicea (Grand)    | —                               |
| Las Piedras   | —                                   | —                       | Angely Rivera                   | —                         | —                           | —                               |
| Mayagüez      | —                                   | —                       | —                               | —                         | —                           | Letsy García Vélez              |
| Moca          | —                                   | —                       | Ana Karina Badillo              | —                         | —                           | —                               |
| Morovis       | Hazel Ortíz Méndezrep (Grand)       | —                       | Pamela Texidor                  | —                         | —                           | Paola Michelle                  |
| Naranjito     | —                                   | —                       | Janmarie Fuentes                | —                         | —                           | —                               |
| Patillas      | —                                   | —                       | —                               | Trisha Gonzalez           | —                           | —                               |
| Ponce         | —                                   | Ariette Nathalia Banchs | Ariette Nathalia Banchs (Supra) | Stephanie Quiles          | —                           | —                               |
| Rincón        | —                                   | —                       | —                               | —                         | Valerie Klepadlo (Supra)    | Joyce Sánchez Fontánez          |
| Rio Grande    | Ivana Carolina Irizarry (Inter)     | —                       | Lityaret Hernández              | Amanda Paola (Inter)      | Cecilia Acosta              | Daryhana Crespo López           |
| Sabana Grande | —                                   | —                       | Aleshka Rivera                  | —                         | —                           |                                 |
| Salinas       | —                                   | —                       | Yomaira Eliss Cruz              | Aleika Nayeliz Díaz Colón | Paola Vazquez               | —                               |
| San German    | —                                   | —                       | —                               | —                         | Genesis Salazar             | —                               |
| San Juan      | Daileen Vega Colón (Intercon)       | —                       | Lilliriel Rivera                | Sylmarie Benitez          | Lisandra Velez              | Coralys Rivera Santiago         |
| San Lorenzo   | —                                   | —                       | —                               | —                         | Isarel Roman                | Alondra Medina Peña             |
| San Sebastián | —                                   | —                       | Paola C. González (Inter)       | —                         | Paola Naed Cruz             | —                               |
| Santa Isabel  | —                                   | —                       | —                               | —                         | —                           | Zulmarie Vázquez Martínez       |
| Toa Alta      | —                                   | —                       | Adlin Fortes                    | —                         | —                           | —                               |
| Trujillo Alto | —                                   | —                       | —                               | Stephanie Marie Miranda   | Paola Maldonado             | —                               |
| Toa Baja      | Melanie Otero Pérez                 | —                       | —                               | —                         | —                           | Nicole Hernandéz Ferreira       |
| Utuado        | —                                   | —                       | —                               | —                         | Kiara Rodriguez             | —                               |
| Vega Baja     | —                                   | —                       | Andrea P. Pabón                 | Sheilian Marte Cruzado    | Janetsy Rivera              | —                               |
| Villalba      | —                                   | Vivianie Arroyo (Grand) | —                               | —                         | —                           | —                               |
| Yauco         | —                                   | —                       | Gabriela Cintrón                | —                         | —                           | —                               |
| Total         | 10                                  | 3                       | 23                              | 16                        | 17                          | 16                              |

## Total de Conquistas y Designaciones por Municipio
Nota: Se suman títulos ganados y designaciones sin certamen
| Municipio(s)  | Total | Conquistas       | Designaciones         |
| ------------- | ----- | ---------------- | --------------------- |
| Dorado        | 4     | 2022, 2024, 2025 | 2014                  |
| Toa Baja      | 4     | —                | 2016 (x2), 2018, 2025 |
| Cataño        | 3     | 2023, 2025       | 2021                  |
| Río Grande    | 3     | 2019, 2023       | 2017                  |
| San Juan      | 2     | 2019             | 2018                  |
| Cayey         | 2     | —                | 2018 (x2)             |
| Carolina      | 1     | 2025             | —                     |
| Coamo         | 1     | 2025             | —                     |
| Juana Díaz    | 1     | 2024             | —                     |
| Isabela       | 1     | —                | 2024                  |
| Rincón        | 1     | 2024             | —                     |
| Salinas       | 1     | —                | 2024                  |
| Caguas        | 1     | 2023             | —                     |
| Vega Baja     | 1     | —                | 2023                  |
| Ponce         | 1     | 2022             | —                     |
| San Sebastián | 1     | 2022             | —                     |
| Patillas      | 1     | —                | 2021                  |
| Villalba      | 1     | 2021             | —                     |
| Camuy         | 1     | —                | 2020                  |
| Morovis       | 1     | 2019             | —                     |
| Humacao       | 1     | 2019             | —                     |
| Aguadilla     | 1     | —                | 2017                  |
| Cidra         | 1     | —                | 2017                  |
| San Germán    | 1     | —                | 2016                  |
| Bayamón       | 1     | —                | 2015                  |
| Barceloneta   | 1     | —                | 2013                  |

### Conquistas por Municipio
Nota: Ganadoras de el certamen
| Municipio     | Conquistas | Años             |
| ------------- | ---------- | ---------------- |
| Dorado        | 3          | 2022, 2024, 2025 |
| Cataño        | 2          | 2023, 2025       |
| Río Grande    | 2          | 2019, 2023       |
| Carolina      | 1          | 2025             |
| Coamo         | 1          | 2025             |
| Isabela       | 1          | 2024             |
| Juana Díaz    | 1          | 2024             |
| Rincón        | 1          | 2022             |
| Caguas        | 1          | 2023             |
| San Sebastián | 1          | 2022             |
| Ponce         | 1          | 2022             |
| Villalba      | 1          | 2021             |
| Aguadilla     | 1          | 2019             |
| Humacao       | 1          | 2019             |
| Morovis       | 1          | 2019             |
| San Juan      | 1          | 2019             |

### Designaciones por Municipio
Nota: Designaciones sin certamen
| Municipio   | Designaciones | Años                  |
| ----------- | ------------- | --------------------- |
| Toa Baja    | 4             | 2016 (x2), 2018, 2025 |
| Cayey       | 2             | 2018 (x2)             |
| Isabela     | 1             | 2024                  |
| Salinas     | 1             | 2024                  |
| Vega Baja   | 1             | 2023                  |
| Cataño      | 1             | 2021                  |
| Patillas    | 1             | 2021                  |
| Camuy       | 1             | 2020                  |
| San Juan    | 1             | 2018                  |
| Aguadilla   | 1             | 2017                  |
| Cidra       | 1             | 2017                  |
| Río Grande  | 1             | 2017                  |
| San Germán  | 1             | 2016                  |
| Bayamón     | 1             | 2015                  |
| Dorado      | 1             | 2014                  |
| Barceloneta | 1             | 2013                  |